# Thôi miên trị liệu

## Định nghĩa
Thôi miên trị liệu là ứng dụng trạng thái thôi miên phục vụ cho trị liệu. Từ nguyên gốc tiếng Anh của thôi miên trị liệu là "Hypnotherapy". Đây là từ ghép của hai từ "hypnosis" (thôi miên) và "therapy" (trị liệu).
Theo một cách hiểu đơn giản hơn, thôi miên trị liệu là phương pháp chữa bệnh bằng thôi miên. Tuy nhiên, dùng từ "chữa bệnh" dễ gây nhầm lẫn với các phương pháp chữa bệnh chính thống trong y tế. Ở Việt Nam và một số nước trên thế giới, việc dùng thôi miên để chữa bệnh là vấn đề còn gây tranh cãi.
Nhìn chung, thôi miên đã được nghiên cứu là hỗ trợ giảm một số triệu chứng của các bệnh tâm lý và thể chất, và đã được ứng dụng trong y khoa. Nhưng không phải ai học thôi miên cũng đủ điều kiện để hành nghề chữa bệnh.

## Tác dụng
1. Thôi miên trị liệu được cho là giúp người được thôi miên thay đổi một cách nhanh chóng những hành vi, những thói quen mà chúng ta muốn thay đổi (hút thuốc, đánh bạc, uống rượu, cầu toàn, trì hoãn,...).
2. Phương pháp này cũng được cho là có thể giúp người được thôi miên vượt qua những chứng hoảng sợ (sợ nhện, sợ côn trùng, sợ đi máy bay, sợ sấm sét, sợ tiêm thuốc...).
3. Thôi miên trị liệu còn giúp tăng động lực, xây dựng sự tự tin, giảm stress...
4. Thôi miên trị liệu thường được sử dụng để giảm đau và đã thể hiện là khá hiệu quả với những trường hợp đau đơn giản (đau đầu, đau khi nhổ răng, đau bụng...)
5. Đã có những nghiên cứu đầu tiên cho thấy thôi miên trị liệu có hiệu quả đối với các trường hợp bệnh tâm thể (những bệnh lý hoặc những xáo trộn tâm lý biểu hiện ra ngoài bằng các triệu chứng thể chất).[cần dẫn nguồn]